# Graham (Észak-Karolina)
Graham város az USA Észak-Karolina államában, Alamance megyében, melynek megyeszékhelye is. Lakosainak száma 17 157 fő (2020. április 1.).

## Története
Grahamet 1849-ben alapították az újonnan megalakult Alamance megye székhelyeként, majd 1851-ben várossá nyilvánították. Nevét William A. Grahamről, Észak-Karolina amerikai szenátoráról (1840–1843) és Észak-Karolina kormányzójáról (1845–1849) kapta.

## Népesség
A település népességének változása:
| Lakosok száma | 502  | 14 153 | 17 157 |
|               | 1870 | 2010   | 2020   |